# Iraanse presidentsverkiezingen 2005

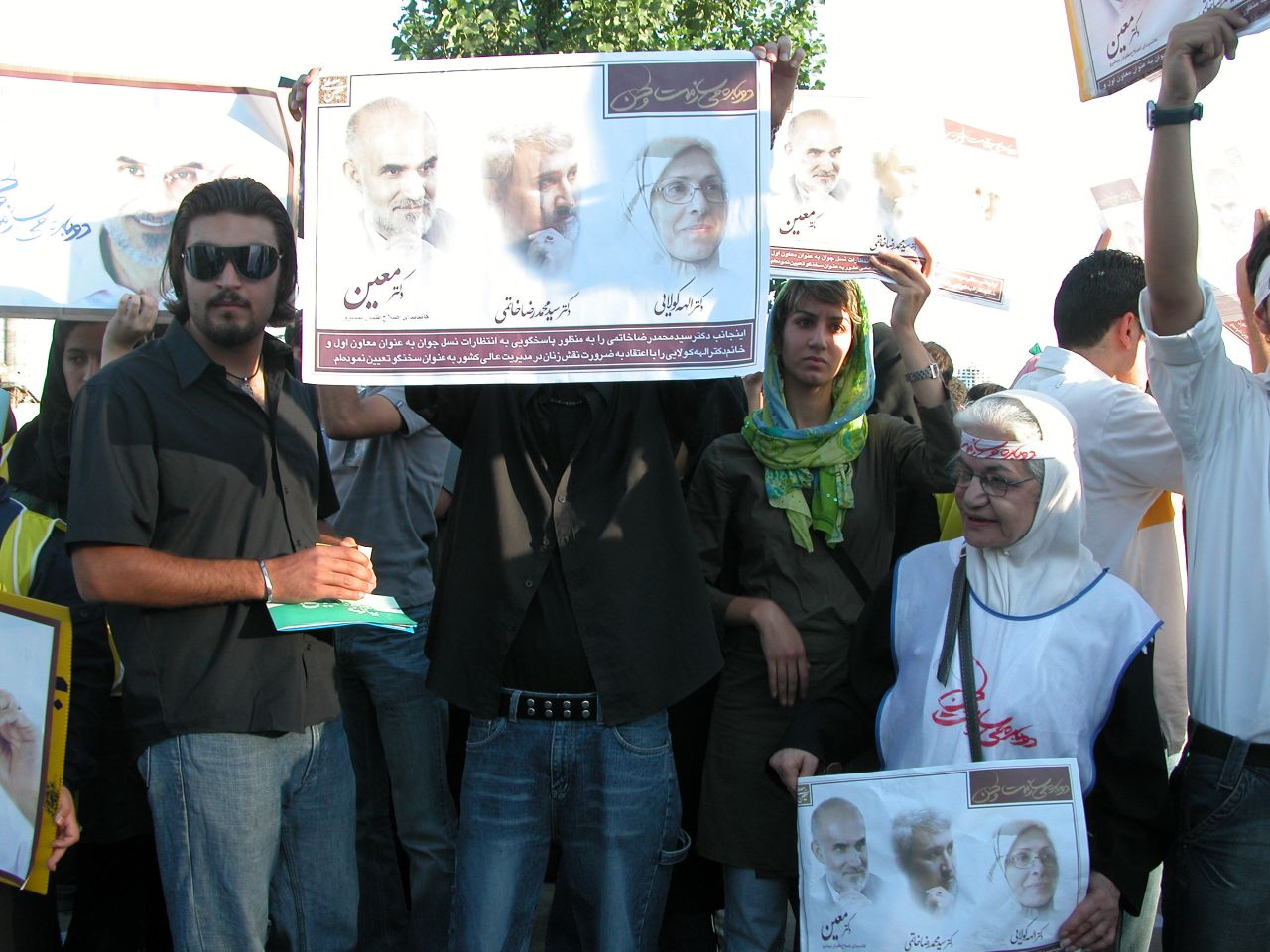
Iraniërs voeren campagne tijdens de presidentsverkiezingen van 2005

Op 17 juni 2005 werden er presidentsverkiezingen in Iran gehouden. Een tweede beslissende ronde volgde op 24 juni 2005.

## Kandidaten
De presidentskandidaten moesten eerst goedgekeurd worden door de Raad der Hoeders. De bekendste personen die werden uitgesloten waren  Ebrahim Asgharzadeh en Ebrahim Yazdi, Verrassend was dat ook  Reza Zavare'i, voormalig lid van de Raad der Hoeders en bij twee eerdere verkiezingen werd uitgesloten. Mostafa Moeen en Mohsen Mehralizadeh werden in eerste instantie ook uitgesloten, maar na heftige protesten werden beiden alsnog toegelaten. Mohsen Rezaee was kandidaat voor de conservatieven, maar trok zich op 15 juni terug.
- Mahmoud Ahmadinejad, burgemeester van Teheran, ultraconservatief. Populair buiten de steden. Isolationist.
- Mohammed Ghalibaf, voormalig hoofd van de politie en afkomstig uit de conservatieve hoek.
- Mehdi Karroubi, hervormingsgezind, voormalig voorzitter van de Majlis van Iran.
- Ali Larijani, hoofd van de Nationale Veiligheidsraad van Iran en werd gezien als belangrijkste conservatieve kandidaat.
- Mohsen Mehralizadeh, Vice-president en hoofd van de Nationale Sportbond. Conservatieve kandidaat.
- Mostafa Moeen, voormalig minister van Wetenschap, Onderzoek en technologie. Hervormingsgezinde kandidaat. Verwacht werd dat hij zou worden uitgesloten van de verkiezingen.
- Mohsen Rezaee, conservatief, voormalig commandant van de Iraanse Revolutionaire Garde.
- Ali Akbar Hashemi Rafsanjani, oud-president,  vooral populair bij de elite van Teheran die hoopt dat hij met zijn invloed het land verder kan moderniseren.

## Uitslag
Vooraf leek het uit de polls een race tussen Rafsanjani en Moeen te worden, maar uit de eerste ronde kwamen uiteindelijk Rafsjani en Ahmadinejad met respectievelijk 21.0 procent en 19.5 procent van de stemmen als winnaars naar voren. Daardoor kwam het voor het eerst in de Iraanse geschiedenis tot een tweede verkiezingsronde. Daarbij brachten 27.959.253 mensen hun stem uit, aanzienlijk minder dan de eerste ronde. De tweede ronde werd met een ruime meerderheid gewonnen door Ahmadinejad. Het opkomstpercentage in de eerste rond was 62.66 procent, in de tweede ronde 59,6 procent.
| Kandidaat                    | Stemmen 1e ronde | Percentage | Stemmen 2e ronde | Percentage |
| ---------------------------- | ---------------- | ---------- | ---------------- | ---------- |
| Ali Akbar Hashemi Rafsanjani | 6,211,937        | 21.13      | 10,046,701       | 35.93      |
| Mahmoud Ahmadinejad          | 5,711,696        | 19.43      | 17,284,782       | 61.69      |
| Mehdi Karroubi               | 5,070,114        | 17.24      | -                | -          |
| Mostafa Moeen                | 4,095,827        | 13.93      | -                | -          |
| Mohammed Ghalibaf            | 4,083,951        | 13.89      | -                | -          |
| Ali Larijani                 | 1,713,810        | 5.83       | -                | -          |
| Mohsen Mehralizadeh          | 1,288,640        | 4.38       | -                | -          |
| Blanco en ongeldige stemmen  | 1,224,882        | 4.17       | 663,770          | 2.37       |
| Totaal                       | 29,400,857       | 100        | 27,959,253       | 100        |

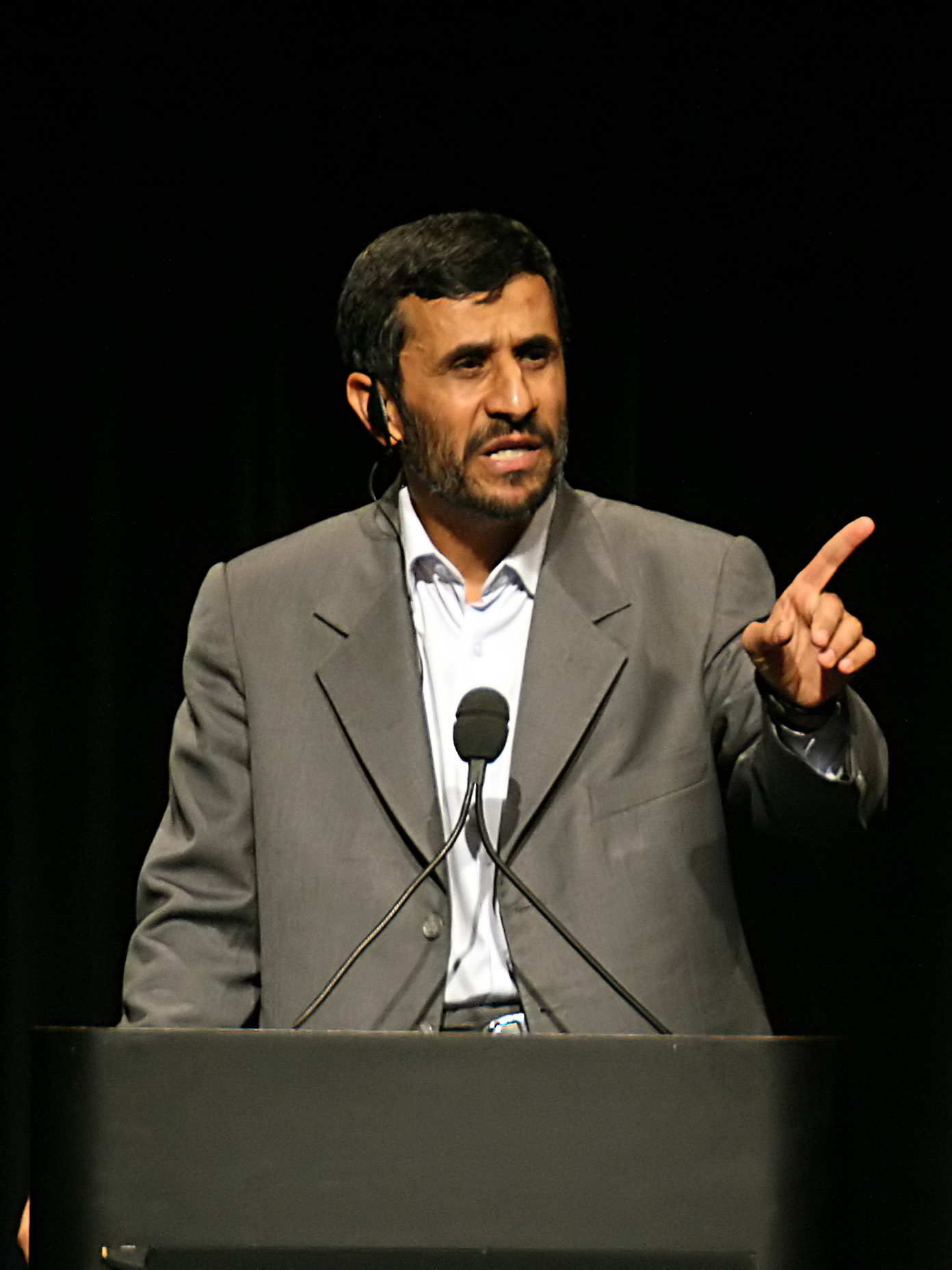
Mahmoud Ahmadinejad
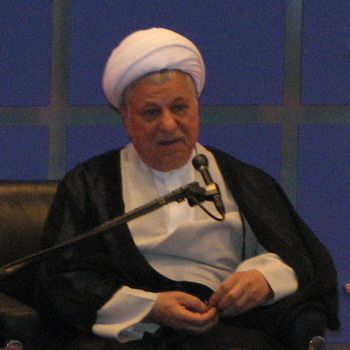
Ali Akbar Hashemi Rafsanjani